# Microchera albocoronata
Microchera albocoronata là một loài chim trong họ Chim ruồi. Đây là loài chim nhỏ, dài 6.5 cm, nặng 2.5g với mỏ ngắn màu đen và chân đen. Con đực có phần đầu trước màu trắng rõ rệt.

## Phân bố
Loài này phân bố ở Honduras, Nicaragua, Costa Rica và phía tây Panama.